# Meniscomorpha michiganensis
Meniscomorpha michiganensis är en stekelart som först beskrevs av Davis 1894.  Meniscomorpha michiganensis ingår i släktet Meniscomorpha och familjen brokparasitsteklar. Inga underarter finns listade i Catalogue of Life.